# Robert Rosenthal (Filmverleiher)
Robert Rosenthal (* 9. Juni 1884 in Basel; † 5. März 1937 ebenda) war ein Schweizer Filmproduzent und Filmverleiher.

## Werk

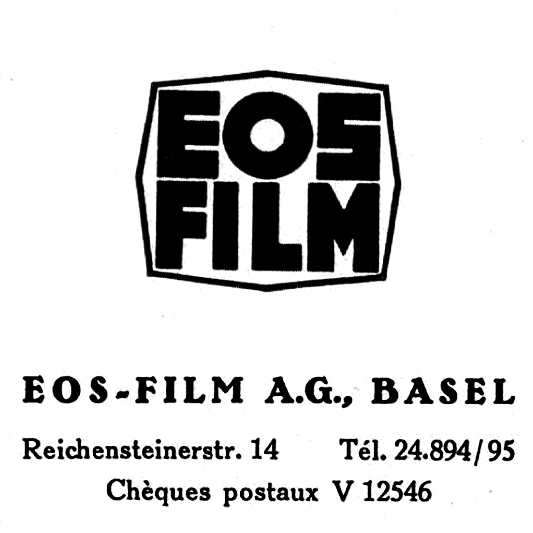
Firmenlogo

Rosenthal war der Sohn eines deutschen Bergwerksingenieurs. Er gründete 1912 in Basel die «EOS-Film», die sich in ihren Anfängen mit der Fabrikation beschäftigte. So produzierte er 1917 im Auftrag der Schweizer Armee den Stummfilm Die Schweizerische Armee – L’Armée Suisse. Später kaufte Georges Passavant die Filmrechte von Rosenthal. In dieser Zeit übernahm Rosenthal die Paramount-Produktion für die Schweiz, später auch die UFA-Produktion. Rosenthal war ab 1920 auch als Filmverleiher tätig und besass mehrere Kinos.
Rosenthal verstarb erst 53-jährig in Basel. Die Nachfolge trat sein Bruder Rudolf Rosenthal-Bielser an.